# Mokry Stawek

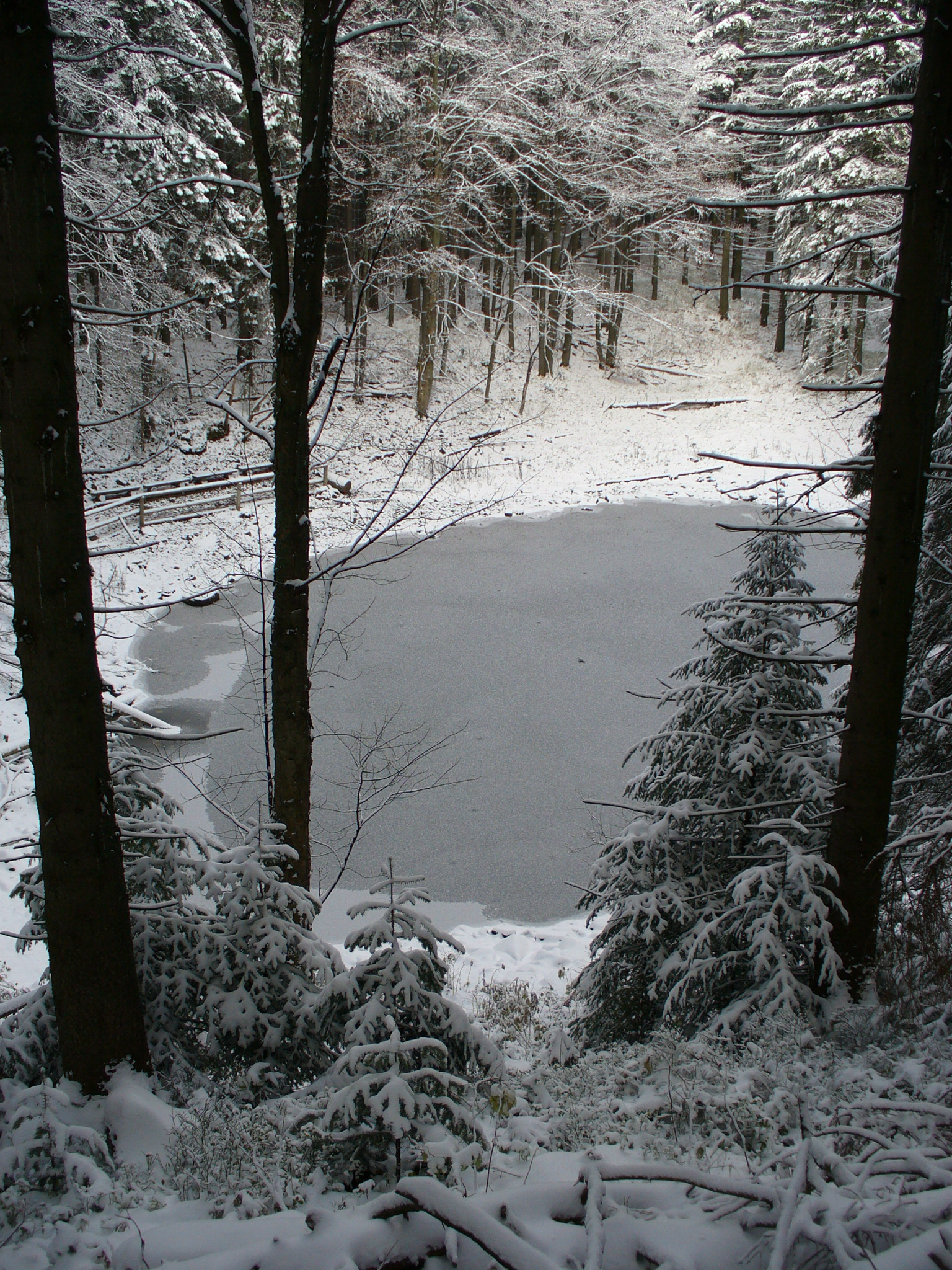
Staw zimą

Mokry Stawek – staw na północnych stokach Babiej Góry w Beskidzie Żywieckim, największy naturalny zbiornik wodny w masywie babiogórskim. Znajduje się na obszarze Babiogórskiego Parku Narodowego.

## Położenie
Leży na lokalnym wypłaszczeniu zbocza we wschodniej części masywu Babiej Góry, u północnych podnóży Sokolicy, na wysokości 1025 m n.p.m., nieco poniżej Górnego Płaju.

## Pochodzenie
Mokry Stawek był kiedyś uważany za zbiornik wodny pochodzenia lodowcowego (jezioro polodowcowe). Jednak przeprowadzona analiza pyłkowa jego osadów dennych określiła wiek stawu na około 6 tys. lat. Obecnie powszechnie uznaje się go za typowe jeziorko osuwiskowe, powstałe w wyniku lokalnych ruchów masowych (osuwisko) na podłożu fliszu karpackiego.

## Hydrografia
Misa jeziorna o kształcie nieznacznie owalnym jest zamknięta od północy wałem rumowiskowym. Brzegi (zwłaszcza południowy) są strome i zasypane gruzem, częściowo pokryte gliniastą glebą i miejscami zarastające roślinnością. Dno jest muliste, a pod południowym brzegiem wypływa kilka drobnych źródełek zasilających zbiornik. Odwodnienie stawu stanowi system dennych szczelin przy północnym brzegu.
Powierzchnia stawu wynosi średnio ok. 450 m², a jego średnia głębokość 2–2,5 m. Pomiary z dnia 12 września 1971 roku wykazały powierzchnię stawu równą 865 m² i głębokość 3,25 m. W czasie przewlekłych deszczów poziom wody w stawku znacząco wzrasta: np. w 1934 roku woda z niego przelewała się przez próg, co oznacza, że głębokość zbiornika wynosiła ok. 5 m. Z kolei w okresie długotrwałych suszy odpływ wody ze zbiornika jest większy niż dopływ i stawek wysycha (najczęściej na jesieni). Trwała pokrywa lodowa utrzymuje się średnio przez 5 miesięcy, od połowy listopada do połowy kwietnia.

## Fauna
Jeszcze w połowie XIX wieku Mokry Stawek nazywany był Rybnym Stawem, chociaż najprawdopodobniej w zbiorniku tym ryby nigdy nie występowały. Próba sztucznego zarybienia jeziorka na początku XX wieku nie powiodła się. Jedynymi przedstawicielami kręgowców w faunie stawu są płazy. W strefie pelagicznej zbiornika rozmnażają się dwa gatunki traszek, górska i karpacka, kumak górski i żaba trawna. Niektóre źródła podają występowanie tu (rozmnażanie?) salamandry plamistej. Poza nimi w skład nektonu Mokrego Stawku wchodzi kilka gatunków stawonogów z rodzin kałużnicowatych, pływakowatych i wioślakowatych. W skład zooplanktonu Mokrego Stawku wchodzi po kilka gatunków skorupiaków z grup systematycznych wioślarek i widłonogów oraz kilka gatunków wrotek.
Zespół zwierząt strefy dennej (bentos) reprezentują głównie larwy chrząszczy wodnych oraz larwy muchówek z rodziny ochotkowatych. Licznie występuje tu również górski gatunek ślimaka Radix bathica peregra (Müll.) – krewniak występującej na niżu błotniarki stawowej.
Świat zwierzęcy strefy nawodnej reprezentują trzy gatunki nartników oraz pokrewna im plesica Velia currens (Fabr.).